# Dom von Città di Castello

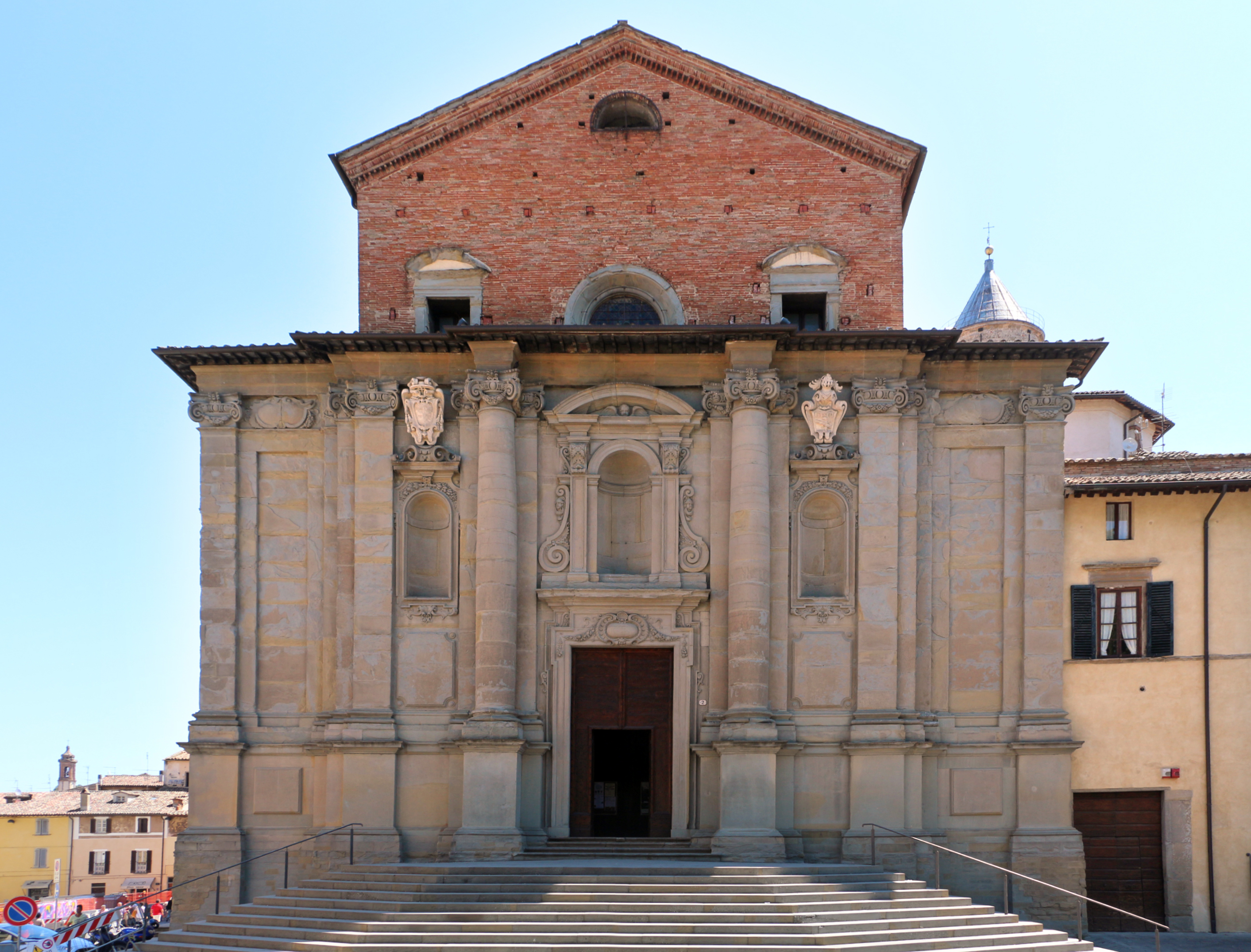
Dom von Città di Castello

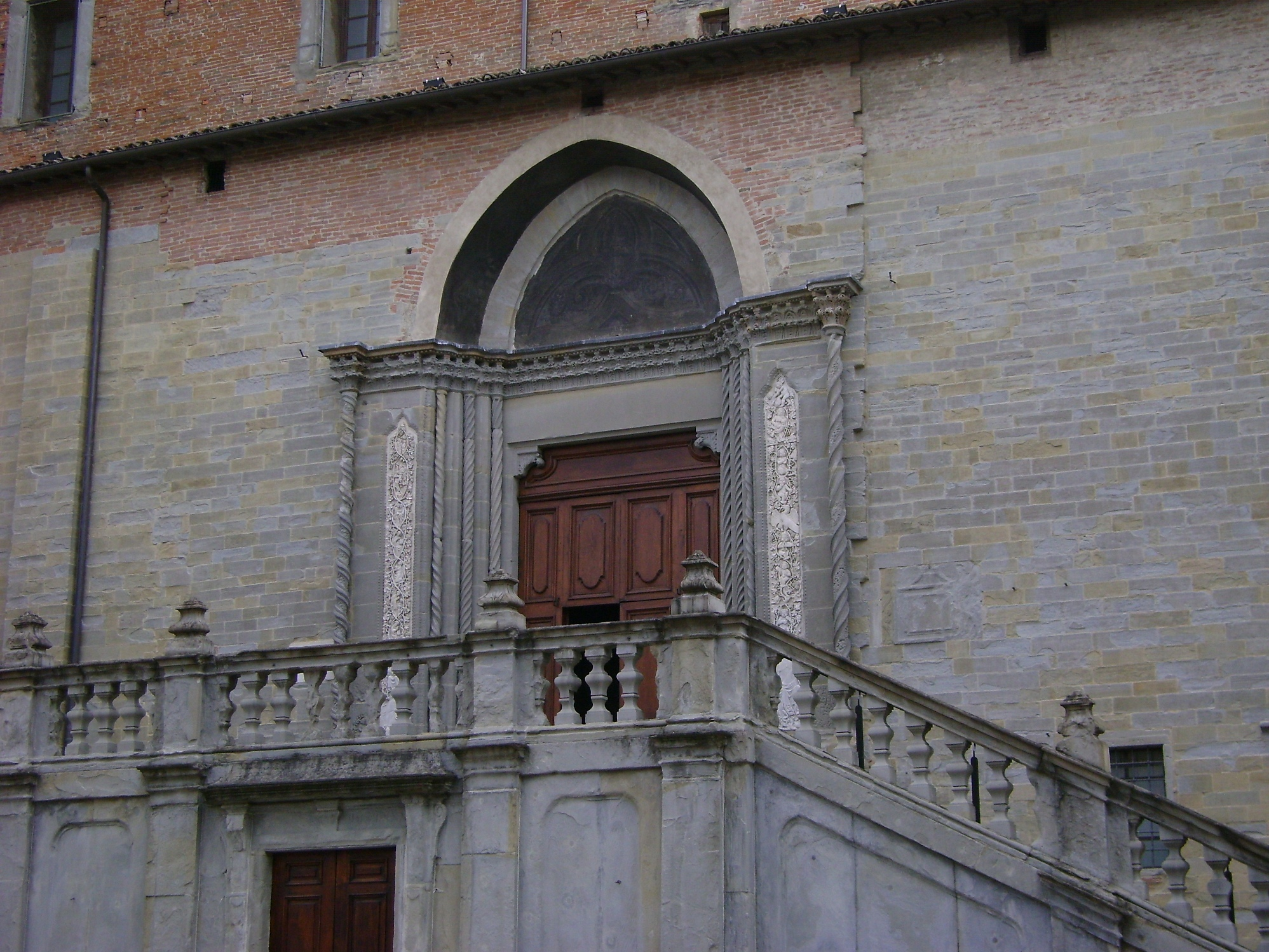
Gotisches Seitenportal

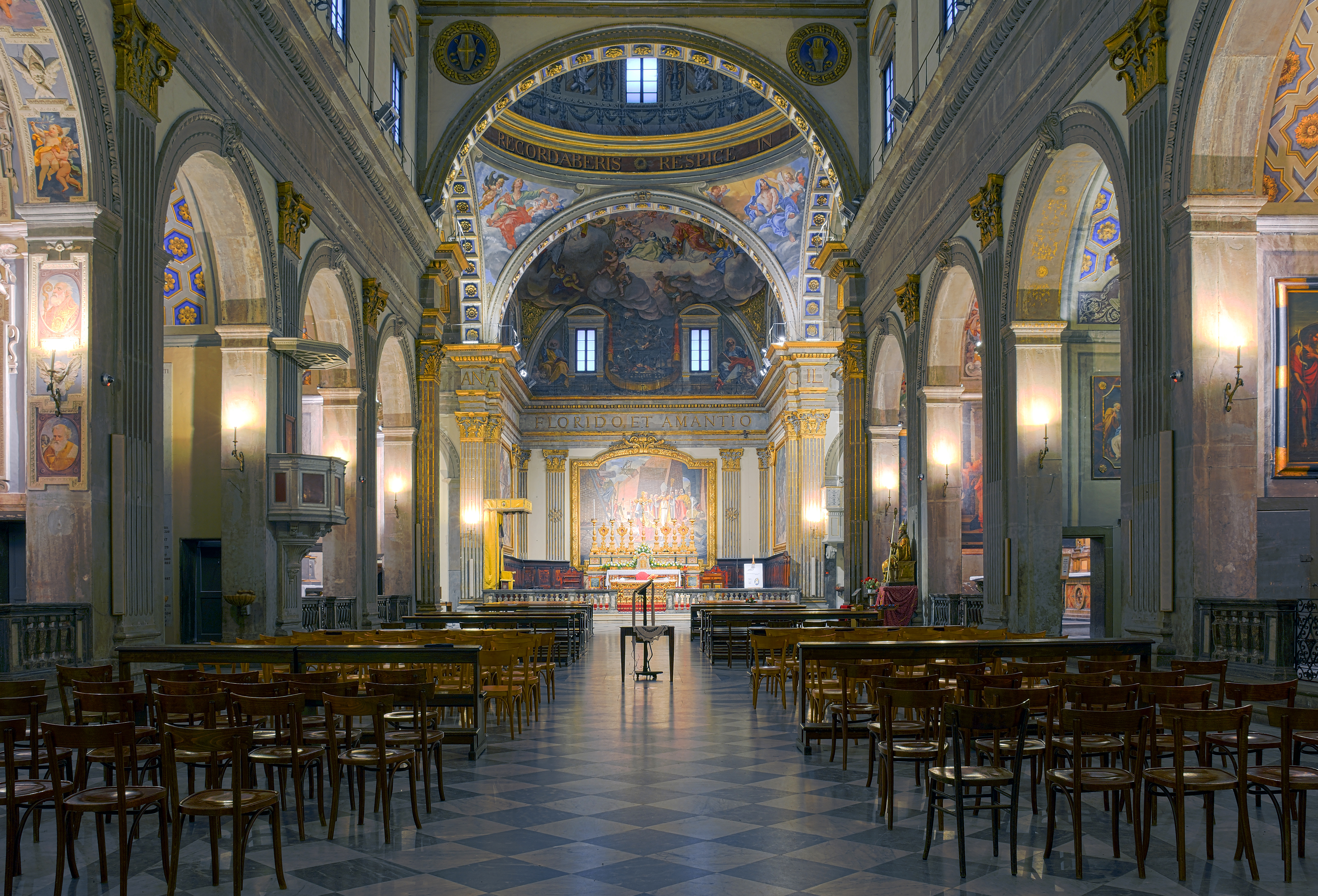
Innenraum

Der Dom von Città di Castello oder die Kathedralbasilika St. Floridus und St. Amanzius (italienisch Basilica Cattedrale di Ss. Florido e Amanzio) ist die Kathedrale der Stadt Città di Castello und des gleichnamigen Bistums in der italienischen Region Umbrien. Die aus dem 7. Jahrhundert stammende Kirche ist dem Stadtpatron Bischof Floridus und Amanzius gewidmet, sie trägt ab immemorabili den Titel einer Basilika minor.

## Geschichte
Die erste Kathedrale der Stadt, die dem hl. Stephanus gewidmet war, wurde Mitte des 6. Jahrhunderts von der gotischen Armee Totilas zerstört. Das neue Gebäude wurde auf Initiative von Bischof Floridus errichtet und zu Beginn des 7. Jahrhunderts dem hl. Laurentius von Rom gewidmet. Wegen des fortschreitenden Verfalls wurde der Dom in der ersten Hälfte des 11. Jahrhunderts restauriert und am 22. August 1012 dem hl. Floridus, dem Schutzpatron der Stadt, gewidmet. Im Jahr 1450 wurden in der Krypta der Kirche, die in dieser Zeit erbaut wurde, die Reliquien der Heiligen Floridus und Amanzius aufbewahrt. Schließlich führte eine neue Restaurierung, die aufgrund eines Erdbebens im Jahr 1494 begonnen wurde, zu einer neuen Weihe am 22. August 1529: bei dieser Gelegenheit wurde der dem Patrozinium des hl. Amanzius hinzugefügt. Die Kuppel aus dem 16. Jahrhundert, die nach einem zweiten Erdbeben einfiel, wurde Ende des 18. Jahrhunderts nach Plänen von Tommaso Catrani wiederaufgebaut.

## Beschreibung
Die über Jahrhunderte entstandene Kirche zeigt die verschiedenen Stile dieser Epochen. An der Außenseite ist die Eingangsfassade aus dem 17. Jahrhundert unvollendet, während die Nordseite durch ein reiches gotisches Portal mit Basreliefs aus der ersten Hälfte des 14. Jahrhunderts dekoriert ist, davor steigt eine Treppe aus dem 18. Jahrhundert von Venanzio Righi herauf. Die Kirche wird von einem runden, romanischen Glockenturm im Ravenna-Stil (13. Jahrhundert) flankiert, der 43,5 Meter hoch ragt.
Das Innere der Basilika im Renaissance-Stil hat einen Grundriss in Form eines lateinischen Kreuzes mit einem einzigen Schiff mit Kassettendecke aus dem 17. Jahrhundert und Seitenkapellen. Darunter sind: die Kapelle des Allerheiligsten Sakraments vom Ende des siebzehnten Jahrhunderts von Nicola Barbioni; die Kapelle des Heiligen Paulus, die das Fresko von Pomarancio beherbergt, das die Bekehrung auf der Straße nach Damaskus darstellt. Im Chor befinden sich Fresken, die Episoden aus dem Leben des hl. Floridus darstellen, während das hölzerne Chorgestühl aus dem Ende des 16. Jahrhunderts stammt und von Raffaellino del Colle geschaffen wurde. Der Hochaltar stammt vom Ende des achtzehnten Jahrhunderts und ist ein Wiederaufbau des vorherigen, der durch die bei einem Erdbeben einstürzende Kuppel zerstört wurde.
Eine Treppe führt in die Krypta, auch Unterkirche genannt (aus dem 15. Jahrhundert), in der die Reliquien der Schutzheiligen der Kathedrale aufbewahrt werden. Die Krypta bewahrt den Schädel des hl. Crescentianus von Città di Castello und auch die Statue der schwarzen Madonna von Città di Castello auf. Eine Besonderheit dieser Madonna ist, dass sie, anstatt das Jesuskind in ihren Armen zu halten, eine andere, kleinere Frau in der linken Hand hält, die eine Kugel in der Hand hält; außerdem trägt die Madonna eine Krone auf dem Kopf, die einer Tiara ähnelt. Die Kirche beherbergt weitere bemerkenswerte Werke von Rosso Fiorentino und Tommaso Conca. Das angrenzende Dommuseum beherbergt wichtige frühchristliche liturgische Objekte aus dem 5. und 6. Jahrhundert, weitere mittelalterliche Sakraleinrichtungen und eine Madonna von Pinturicchio.